# Xã Hurley, Quận Turner, South Dakota
Xã Hurley (tiếng Anh: Hurley Township) là một xã thuộc quận Turner, tiểu bang Nam Dakota, Hoa Kỳ. Năm 2010, dân số của xã này là 169 người.